# Thiania tenuis
Thiania tenuis es una especie de araña saltarina del género Thiania, familia Salticidae. Fue descrita científicamente por Zhang & Maddison en 2012.
Habita en Borneo.